# Еффі (Міннесота)
Еффі (англ. Effie) — місто (англ. city) в США, в окрузі Ітаска штату Міннесота. Населення — 109 осіб (2020).

## Географія
Еффі розташоване за координатами 47°50′28″ пн. ш. 93°38′15″ зх. д. / 47.84111° пн. ш. 93.63750° зх. д. (47.841227, -93.637575).  За даними Бюро перепису населення США в 2010 році місто мало площу 9,44 км², уся площа — суходіл.

## Демографія
Згідно з переписом 2010 року, у місті мешкали 123 особи в 48 домогосподарствах у складі 29 родин. Густота населення становила 13 особи/км².  Було 68 помешкань (7/км²).
Расовий склад населення:
| - 95,9 % — білих - 1,6 % — азіатів - 0,8 % — чорних або афроамериканців |

До двох чи більше рас належало 1,6 %. Частка іспаномовних становила 0,0 % від усіх жителів.
За віковим діапазоном населення розподілялося таким чином: 26,8 % — особи молодші 18 років, 58,6 % — особи у віці 18—64 років, 14,6 % — особи у віці 65 років та старші. Медіана віку мешканця становила 32,8 року. На 100 осіб жіночої статі у місті припадало 105,0 чоловіків;  на 100 жінок у віці від 18 років та старших — 114,3 чоловіків також старших 18 років.
Середній дохід на одне домашнє господарство  становив 49 081 долар США (медіана — 48 750), а середній дохід на одну сім'ю — 56 604 долари (медіана — 49 821). За межею бідності перебувало 19,3 % осіб, у тому числі 13,3 % дітей у віці до 18 років та 27,3 % осіб у віці 65 років та старших.
Цивільне працевлаштоване населення становило 42 особи. Основні галузі зайнятості: будівництво — 28,6 %, виробництво — 14,3 %, освіта, охорона здоров'я та соціальна допомога — 14,3 %.